# Longchamp (Vosges)
Pour les articles homonymes, voir Longchamp.
Longchamp est une commune française située dans le département des Vosges, en Lorraine, dans la région administrative Grand Est.

## Géographie

### Localisation

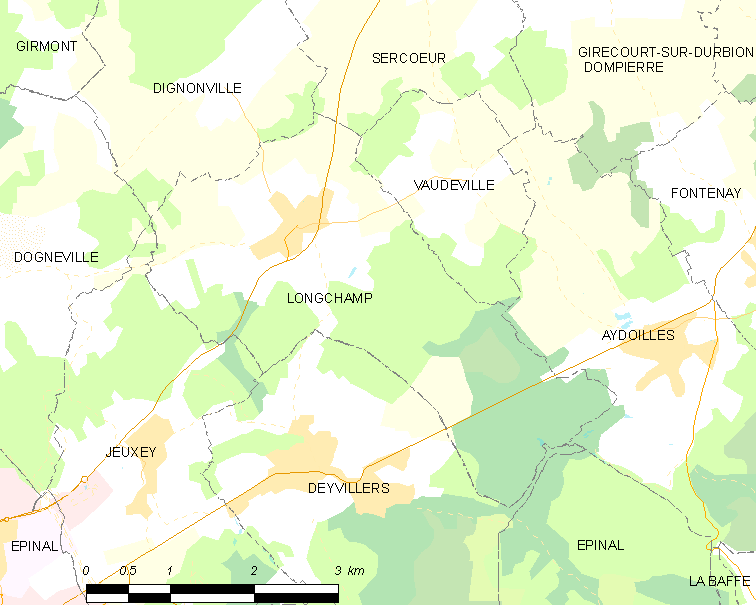
Situation géographique de Longchamp.

Longchamp est situé à 5 km au nord-est d'Épinal, contourné par la route départementale 46 en direction de Rambervillers.

### Hydrographie et les eaux souterraines
Hydrogéologie et climatologie : Système d’information pour la gestion des eaux souterraines du bassin Rhin-Meuse :
Territoire communal : Occupation du sol (Corinne Land Cover); Cours d'eau (BD Carthage),
Géologie : Carte géologique; Coupes géologiques et techniques,
 Hydrogéologie : Masses d'eau souterraine; BD Lisa; Cartes piézométriques.
La commune est située dans le bassin versant du Rhin au sein du bassin Rhin-Meuse. Elle est drainée par le ruisseau de la Colline de Longchamp et le ruisseau de Vaudeville,.

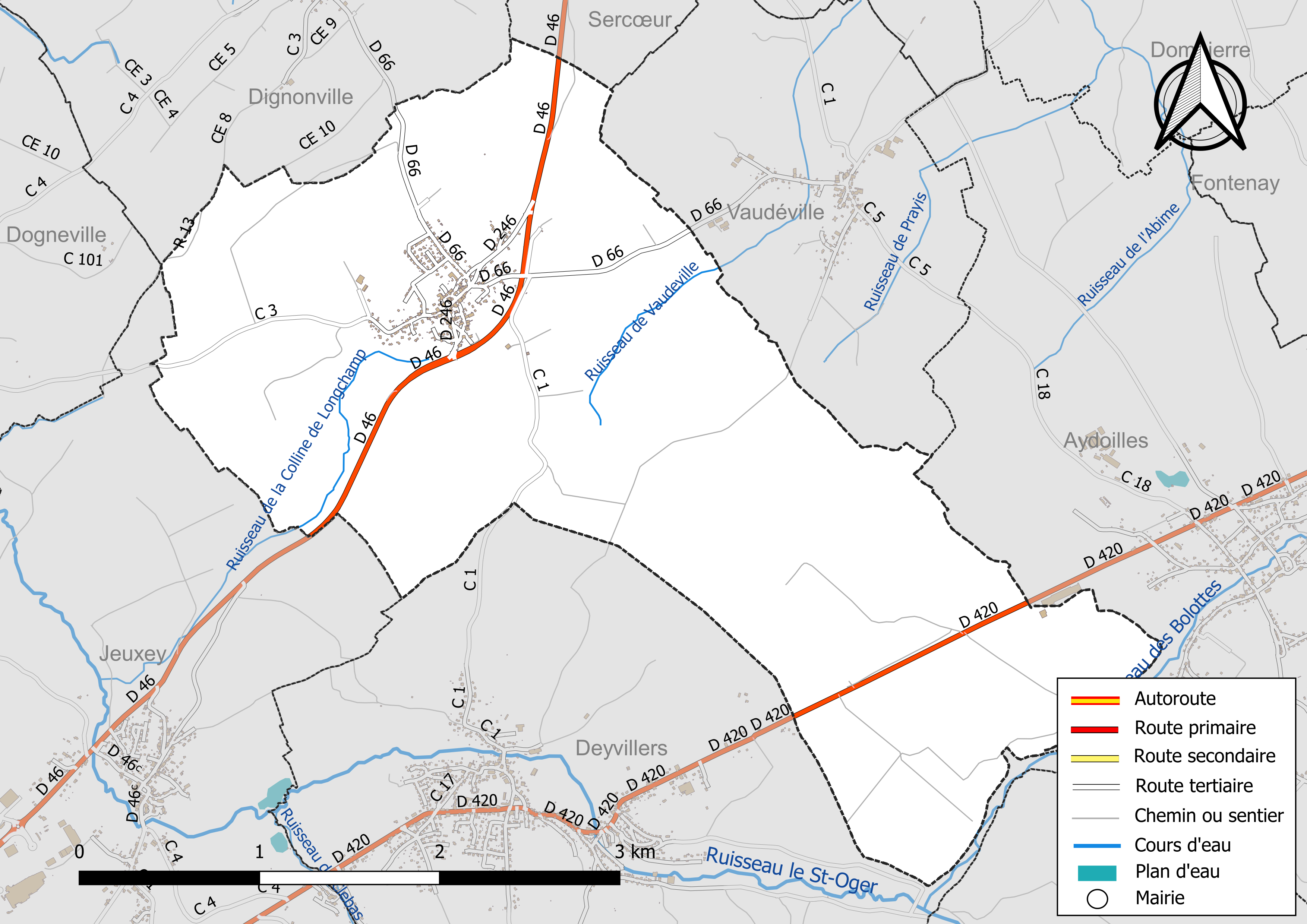
Réseaux hydrographique et routier de Longchamp.

La qualité des eaux de baignade et des cours d’eau peut être consultée sur un site dédié géré par les agences de l’eau et l’Agence française pour la biodiversité.

### Climat
Pour des articles plus généraux, voir Climat du Grand Est et Climat des Vosges.
En 2010, le climat de la commune est de type climat de montagne, selon une étude du Centre national de la recherche scientifique s'appuyant sur une série de données couvrant la période 1971-2000. En 2020, Météo-France publie une typologie des climats de la France métropolitaine dans laquelle la commune est exposée à un climat semi-continental et est dans une zone de transition entre les régions climatiques « Lorraine, plateau de Langres, Morvan » et « Vosges ». 
Pour la période 1971-2000, la température annuelle moyenne est de 9,3 °C, avec une amplitude thermique annuelle de 16,9 °C. Le cumul annuel moyen de précipitations est de 946 mm, avec 13 jours de précipitations en janvier et 10,2 jours en juillet. Pour la période 1991-2020, la température moyenne annuelle observée sur la station météorologique de Météo-France la plus proche, « Épinal », sur la commune de Dogneville à 4 km à vol d'oiseau, est de 10,3 °C et le cumul annuel moyen de précipitations est de 907,0 mm. 
La température maximale relevée sur cette station est de 39,3 °C, atteinte le 25 juillet 2019 ; la température minimale est de −18,9 °C, atteinte le 12 janvier 1987,,. 
Les paramètres climatiques de la commune ont été estimés pour le milieu du siècle (2041-2070) selon différents scénarios d'émission de gaz à effet de serre à partir des nouvelles projections climatiques de référence DRIAS-2020. Ils sont consultables sur un site dédié publié par Météo-France en novembre 2022.

## Urbanisme

### Typologie
Au 1er janvier 2024, Longchamp est catégorisée commune rurale à habitat dispersé, selon la nouvelle grille communale de densité à sept niveaux définie par l'Insee en 2022.
Elle est située hors unité urbaine. Par ailleurs la commune fait partie de l'aire d'attraction d'Épinal, dont elle est une commune de la couronne,. Cette aire, qui regroupe 118 communes, est catégorisée dans les aires de 50 000 à moins de 200 000 habitants,.

### Occupation des sols
L'occupation des sols de la commune, telle qu'elle ressort de la base de données européenne d’occupation biophysique des sols Corine Land Cover (CLC), est marquée par l'importance des forêts et milieux semi-naturels (53,9 % en 2018), une proportion sensiblement équivalente à celle de 1990 (53,8 %). La répartition détaillée en 2018 est la suivante : 
forêts (53,9 %), terres arables (19,2 %), prairies (13,5 %), zones agricoles hétérogènes (9,2 %), zones urbanisées (4,3 %). L'évolution de l’occupation des sols de la commune et de ses infrastructures peut être observée sur les différentes représentations cartographiques du territoire : la carte de Cassini (XVIIIe siècle), la carte d'état-major (1820-1866) et les cartes ou photos aériennes de l'IGN pour la période actuelle (1950 à aujourd'hui).

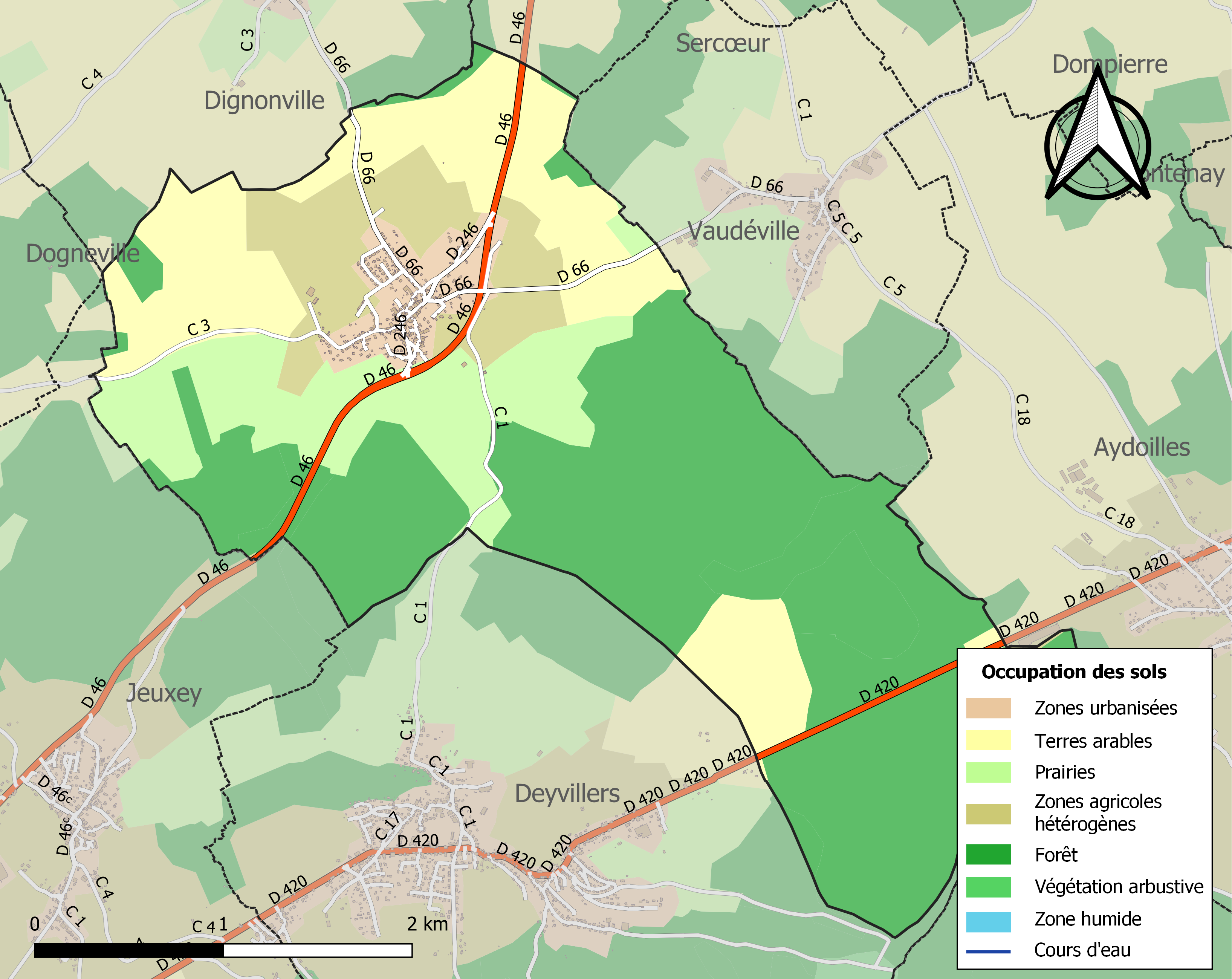
Carte des infrastructures et de l'occupation des sols de la commune en 2018 (CLC).

## Toponymie
Le nom de la localité est attesté sous les formes Longo campo (1003) ; Longchampz (1332) ; Loingchamps (1396) ; Longchamps (1396) ; De Longocampo (1402) ; Lonchamp (1413) ; Longchamp (1458) ; Mairie de Lanchomps (1494) ; Longchampt (1583) ; Lonchamps (1656) ; Longchamp-lès-Épinal (1779).

Toponyme issu du gaulois Longo et campo et du latin longus  et campus désignant un « long champ, champ allongé ». L'appellation de « Longchamp » renvoie souvent à des terres cultivées de forme allongée. La commune se trouve située entre deux petits bras d'eau affluents du Durbion.

## Histoire

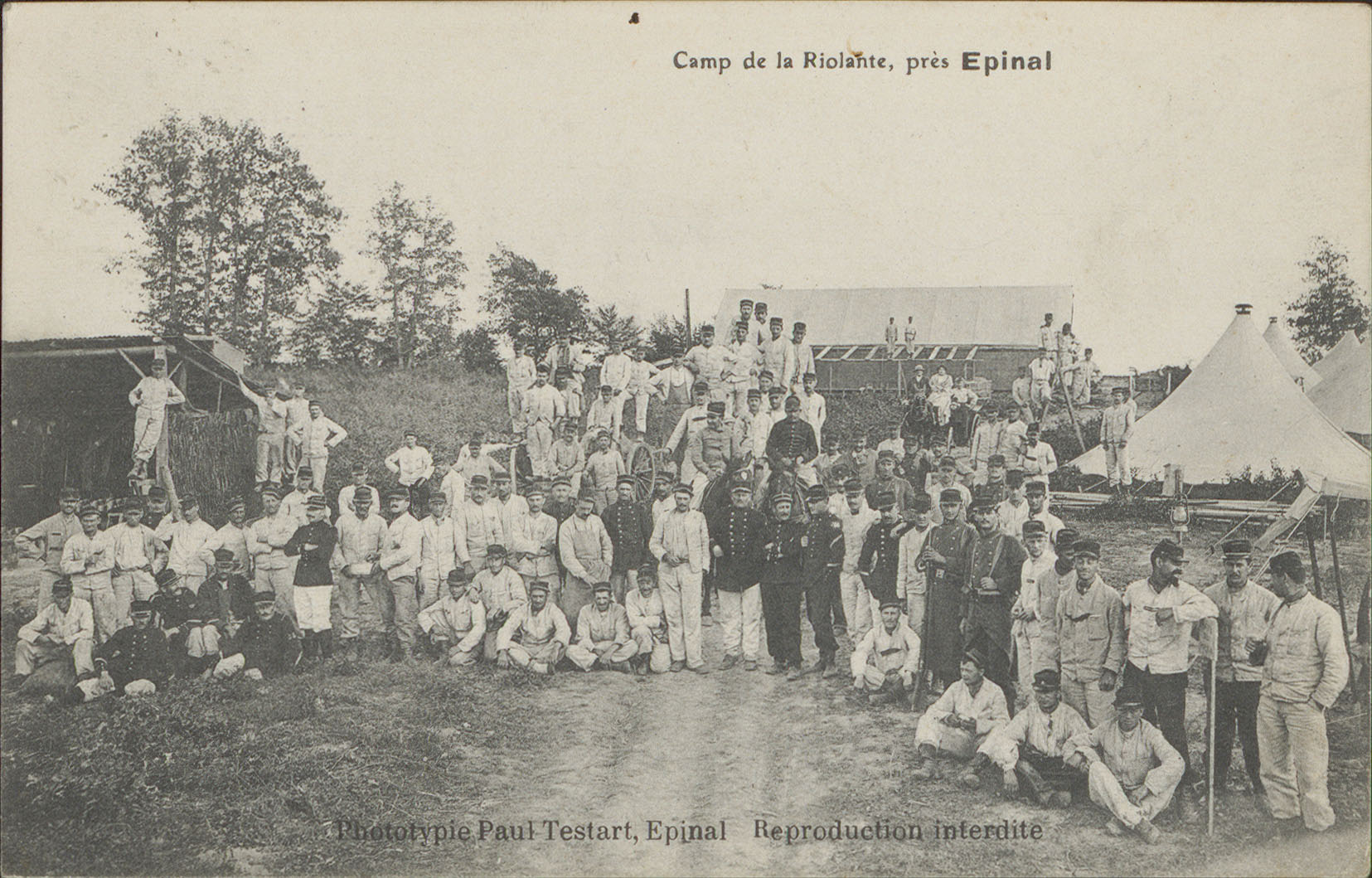
Camp militaire de la Riolante (carte postale de Paul Testart).
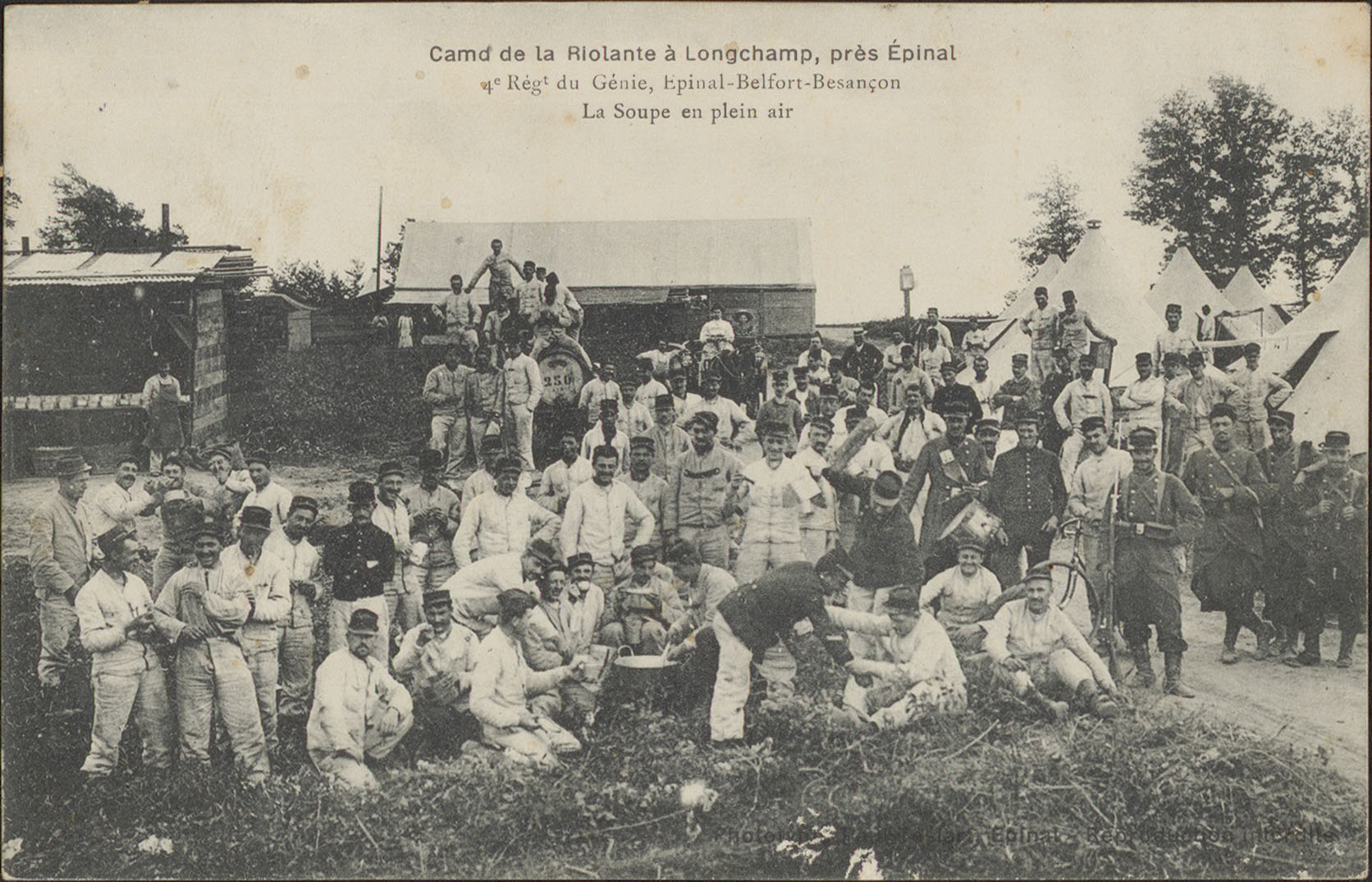
Camp de la Riolante à Longchamp, 4e régiment du génie, Épinal-Belfort-Besançon, La Soupe en plein air.
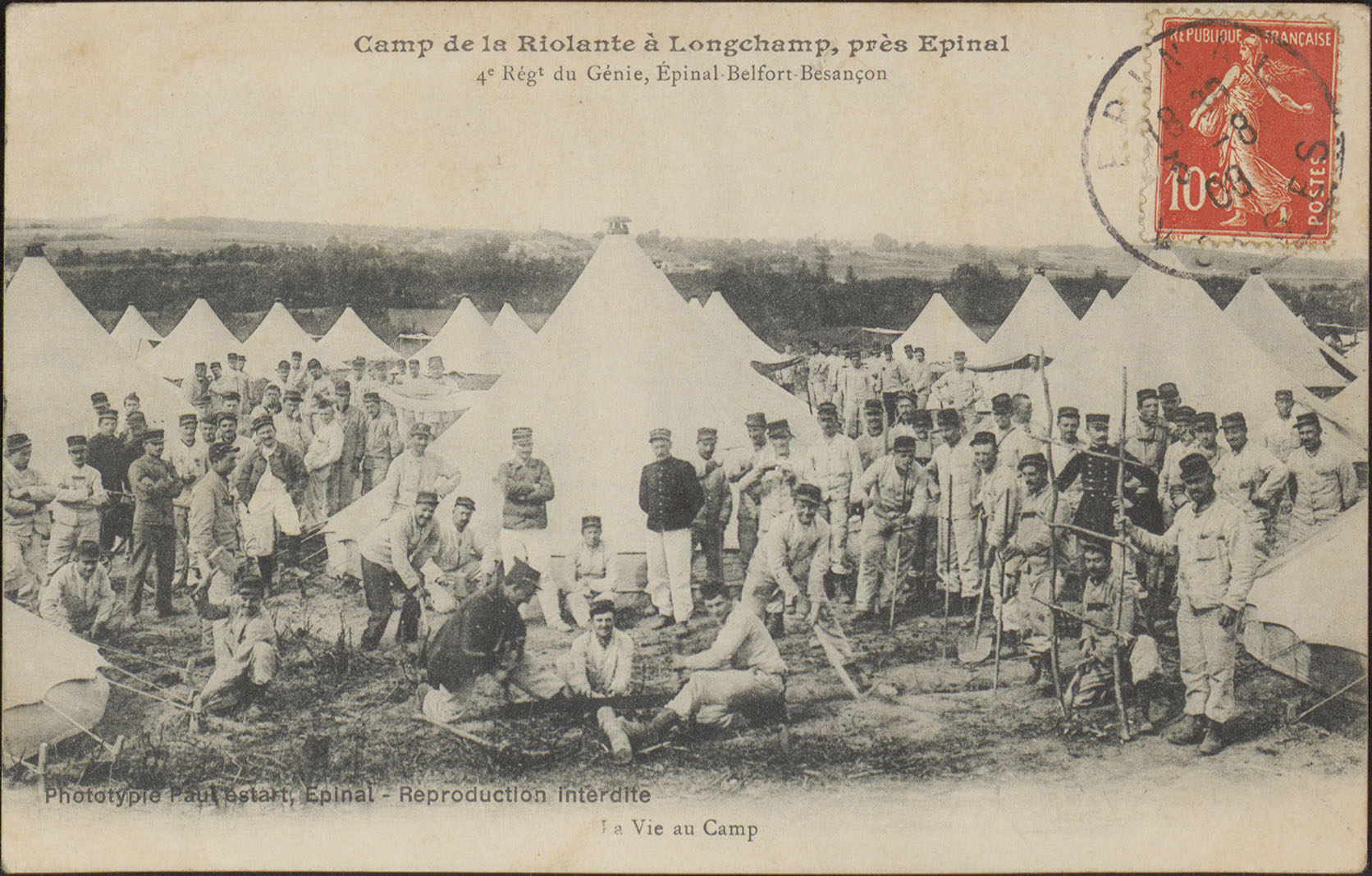
Camp de la Riolante à Longchamp, 4e Régiment du Génie, Épinal-Belfort-Besançon, La Vie au Camp.

Le nom du village, Longchampz, est attesté dès 1332. La commune dépendait du Bailliage d'Épinal. Elle était le chef-lieu d’une mairie dont dépendait Jeuxey. Au spirituel, Longchamp était du patronage des chanoinesses du chapitre Saint-Goëry d’Épinal dissous à la Révolution,.

## Politique et administration
| Période                                  | Période    | Identité          | Étiquette | Qualité |
| ---------------------------------------- | ---------- | ----------------- | --------- | ------- |
| Les données manquantes sont à compléter. |            |                   |           |         |
| mars 2001                                | avril 2014 | Jean-Marie Voirin | DVG       |         |
| avril 2014                               | En cours   | Fabrice Simon     |           |         |

### Budget et fiscalité 2022
En 2022, le budget de la commune était constitué ainsi :
- total des produits de fonctionnement : 459 000 €, soit 982 € par habitant ;
- total des charges de fonctionnement : 259 000 €, soit 554 € par habitant ;
- total des ressources d'investissement : 248 000 €, soit 531 € par habitant ;
- total des emplois d'investissement : 454 000 €, soit 971 € par habitant ;
- endettement : 256 000 €, soit 548 € par habitant.

Avec les taux de fiscalité suivants :
- taxe d'habitation : 10,24 % ;
- taxe foncière sur les propriétés bâties : 36,68 % ;
- taxe foncière sur les propriétés non bâties : 24,07 % ;
- taxe additionnelle à la taxe foncière sur les propriétés non bâties : 0,00 % ;
- cotisation foncière des entreprises : 0,00 %.

Chiffres clés Revenus et pauvreté des ménages en 2021 : médiane en 2021 du revenu disponible, par unité de consommation : 27 460 €.

## Population et société

### Démographie

#### Évolution démographique
L'évolution du nombre d'habitants est connue à travers les recensements de la population effectués dans la commune depuis 1793. Pour les communes de moins de 10 000 habitants, une enquête de recensement portant sur toute la population est réalisée tous les cinq ans, les populations de référence des années intermédiaires étant quant à elles estimées par interpolation ou extrapolation. Pour la commune, le premier recensement exhaustif entrant dans le cadre du nouveau dispositif a été réalisé en 2008.

En 2022, la commune comptait 460 habitants, en évolution de −0,65 % par rapport à 2016 (Vosges : −2,96 %, France hors Mayotte : +2,11 %).
| 1793 | 1800 | 1806 | 1821 | 1831 | 1836 | 1841 | 1846 | 1856 |
| ---- | ---- | ---- | ---- | ---- | ---- | ---- | ---- | ---- |
| 213  | 205  | 232  | 248  | 286  | 292  | 294  | 302  | 280  |

| 1861 | 1866 | 1876 | 1881 | 1886 | 1891 | 1896 | 1901 | 1906 |
| ---- | ---- | ---- | ---- | ---- | ---- | ---- | ---- | ---- |
| 283  | 297  | 413  | 337  | 342  | 248  | 347  | 268  | 277  |

| 1911 | 1921 | 1926 | 1931 | 1936 | 1946 | 1954 | 1962 | 1968 |
| ---- | ---- | ---- | ---- | ---- | ---- | ---- | ---- | ---- |
| 334  | 219  | 204  | 219  | 194  | 199  | 197  | 217  | 218  |

| 1975 | 1982 | 1990 | 1999 | 2006 | 2008 | 2013 | 2018 | 2022 |
| ---- | ---- | ---- | ---- | ---- | ---- | ---- | ---- | ---- |
| 202  | 242  | 325  | 336  | 388  | 403  | 457  | 450  | 460  |

### Enseignement
Établissements d'enseignements : 
- Les communes de Longchamp, Dignonville et Vaudéville sont rassemblées au sein d'un regroupement pédagogique intercommunal (RPI).
- Écoles maternelles et primaires à Épinal, Deyvillers, Jeuxey, Aydoilles, Fontenay.
- Collèges à Épinal, Golbey.
- Lycées à Épinal, La Baffe.

### Santé
Professionnels et établissements de santé :
- Médecins à Deyvillers, Sercoeur, Dogneville, Épinal.
- Pharmacies à Deyvillers, Dogneville, Épinal
- Hôpitaux à Épinal, Golbey, Thaon-les-Vosges, Châtel-sur-Moselle.

### Cultes
- Culte catholique, Paroisse Sainte-Thérèse-du-Durbion[25], Diocèse de Saint-Dié.

## Économie

### Entreprises et commerces

#### Agriculture
- Élevage d'autres bovins et de buffles.
- Sylviculture et autres activités forestières.

#### Tourisme
- Hébergements et restauration à Épinal, Cheniménil, Sanchey, Pouxeux, Rambervillers.

#### Commerces
- Commerces et services de proximité.

## Culture locale et patrimoine

### Lieux et monuments
- Église Saint-Rémy,

Le chemin de croix de l’église.
et son orgue de 1966 de Gonzales, complété en 1968 et 1972,.
- L'ancien fort dit de Longchamp est en fait sur le territoire de Dignonville[29].
- Monument aux morts[30].
- Fontaine (Fonderie de Varigney)[31]

### Personnalités liées à la commune
- Jean Gaspard Guerre, religieux né 5 janvier 1765, à Longchamp[32].